# Murciaans voetbalelftal (mannen)
Het Murciaans voetbalelftal is een team van voetballers dat de Spaanse autonome regio Murcia vertegenwoordigt bij internationale wedstrijden. Murcia is geen lid van de FIFA en de UEFA en is dus uitgesloten van deelname voor het WK en het EK.

## Bekende (oud-)spelers
- Daniel Aquino Pintos
- Mista
- Javi García

## Bekende trainers
- José Antonio Camacho

## Recente uitslagen
| Jaar          | Tegenstander       | Uitslag | Stadion                                 |
| december 2005 | Litouwen           | 1 - 1   | Estadio Nueva Condomina, Murcia         |
| december 2006 | Ecuador            | 3 - 0   | Estadio Nueva Condomina, Murcia         |
| december 2007 | Equatoriaal-Guinea | 1 - 0   | Estadio Nueva Condomina, Murcia         |
| december 2008 | Estland            | 1 - 1   | Estadio Francisco Artés Carrasco, Lorca |